# Frank (álbum)
Frank é o álbum de estreia da cantora britânica Amy Winehouse. Lançado em 2003 pela Island Records, o álbum foi indicado para o Mercury Music Prize. O título é uma referência ao cantor Frank Sinatra.
Desde o seu lançamento original no Reino Unido, o álbum foi relançado no Canadá, Estados Unidos e Austrália, sendo muito elogiado pela crítica. Em 18 de Dezembro de 2008, foi disco de platina triplo pela Indústria Fonográfica Britânica, registrando tiragem de mais de 900 mil cópias no Reino Unido.No Brasil, o álbum vendeu 60 mil cópias —ganhando disco de ouro —, chegando a mais de 3 milhões de cópias no mundo até 2008. Com a morte de Amy, muitas pessoas começaram a comprar seus álbuns, levando 'Frank' a reassumir posições em várias paradas, totalizando até hoje mais de 4 milhões de cópias vendidas.

## Lançamento e Promoção
Lançado pela Island Records em outubro de 2003 no Reino Unido, e nos Estados Unidos apenas em 20 de novembro de 2007, o álbum gerou os singles "Stronger Than Me", "Take the Box", "In My Bed"/"You Sent Me Flying" e "Pumps"/"Help Yourself". Uma versão Deluxe saiu no Reino Unido em 12 de maio de 2008, sendo que esta edição inclui um disco bônus, com 18 faixas inéditas, singles de dois lados e gravações ao vivo. Na Nova Zelândia o álbum só foi lançado no dia 19 de maio de 2008, quase cinco anos depois do lançamento original.

## Recepção

### Resposta Crítica
"Frank" recebeu críticas positivas da maioria dos críticos de música. No Metacritic, que atribui uma normalizada classificação de 100 pontos, sendo que "Frank" recebeu uma pontuação total de 78 pontos, com base em 11 avaliações criticas o que indica "Revisões geralmente favoráveis". Críticos da Billboard chamaram o álbum de "estelar" e disseram que Winehouse tinha "uma voz surpreendente". John Bush da Allmusic deu ao álbum quatro de cinco estrelas e chamou Amy de "Uma excelente vocalista que possui uma voz e poder surpreendente" Nate Chinen do The New York Times elogiou suas letras originais e descreveu o estilo musical do álbum como "Uma mistura brilhante de Funk, Jazz e Soul". Nathan Rabin do The AV Clube elogiou seu som solto e escreveu: "Seu som apresenta clássicos do Neo soul e do Jazz". Matt Walton da BBC chamou seu som de "Um registro honesto, refrescante e pessoal" e notou que sua música soa como os "clássicos sujos de Jazz assim como suas outras influências(Ben Folds Cinco, Stevie Wonder e Miss Dynamite)".  Jim Farber do New York Daily News elogiou Amy Winehouse devido "Sua honestidade brutal" e escreveu:"ela não apresenta nenhum do tropeço de passos de um artista bebê... uma estreia notável e assegurada".
Beccy Lindon do The Guardian descreveu o som de Amy Winehouse como "algo entre Nina Simone e Erykah Badu... uma vez que soa inocentemente e desprezível". Chris Willman do Entertainment Weekly afirmou que seu estilo musical se assemelha a banda Sade. John Murphy do MusicOMH comparou a voz de Amy Winehouse com as de Macy Gray e Erykah Badu embora salientando suas letras como "louváveis e mal-humoradas, como o título do álbum sugere, Frank". Greg Boraman da BBC Online comentou sobre suas influências afirmando: "As influências são óbvias(Sarah Vaughan  e  Dinah Washington), mas Winehouse tem bastante talento, atitude e ousadia para fazer com que qualquer comparação sejam consideradas sem sentido". Dan Cairns do The Times elogiou seu "híbrido" e chamou o álbum de "eclético, acessível e intransigente". o álbum foi indicado ao BRIT Awards e nomeado para o Mercury Prize Awards. Além disso Winehouse ganhou um Ivor Novello Awards.O álbum foi incluído na lista dos 1001 Albums You Must Hear Before You Die, editada por Robert Dimery.
Em análises retrospectivas para Pitchfork Mídia e Rolling Stone, o crítico Douglas Wolk expressa uma resposta mista para as letras e temas abordados por Amy, tentando conectá-los à sua imagem pública no momento, escrevendo em sua revisão anterior "à luz de sua carreira posterior, Frank, sai como o primeiro capítulo no mito romântico do poeta que se sente muito profundamente e acaba matando a si mesma para o entretenimento do seu público". Em contraste, Mike Joseph escritor da PopMatters afirmou em sua revisão sobre seu relançamento: "O que Frank traz é o fato de que o sucesso de Winehouse... é baseada em puro talento, em vez de bons produtores ou truques".

### Desempenho Comercial
O álbum entrou no UK Albums Chart na 60° posição, antes de subir para a 13° em janeiro de 2004. Desde então, foi disco de platina duplo para mais de 600.000 cópias vendidas. Durante o gráfico de execução do seu segundo álbum, Back to Black, Frank re-entrou no UK Albums Chart na 22° posição em fevereiro de 2007, bem como na 40°posição, em duas ocasiões separadas em maio de 2007, tornando-se um dos pilares dos gráficos do Reino Unido ao longo de 2007. Em novembro de 2007 um total de 495.891 cópias no Reino Unido.Em meados de março de 2008, que vendeu 675 mil cópias no Reino Unido, e tinha vendido 362.700 desde fevereiro de 2007, tornando-se o trigésimo sétimo álbum mais vendido de 2007, apesar de seu lançamento original, quatro anos antes. Ele vendeu mais 228 mil cópias em 2008, cinco anos após o seu lançamento.
O álbum vendeu cerca de 22.000 cópias em sua primeira semana de lançamento nos Estados Unidos. Seguindo os Grammy Awards 2008 , o álbum re-entrou na Billboard 200 chart e subiu para a 67° posição. Ela já vendeu um total de 307 mil cópias nos Estados Unidos.Frank re-entrou na parada dos EUA e chegou a uma nova posição 33°, chegando ao pico, após a morte de Amy Winehouse em 23 de julho de 2011.O álbum também re-entrou na parada do Reino Unido na 5°posição, em 31 de julho de 2011. Em seguida, subiu para a 3°posição na semana seguinte.Em dezembro de 2011, o álbum vendeu 981.147 cópias no Reino Unido.

## Faixas
| #   | Título                              | Compositor(s)                                                                                           | Produção    | Duração |
| --- | ----------------------------------- | --- | ----------- | ------- |
| 1.  | "Intro"/"Stronger Than Me"          | Winehouse, Salaam Remi                                                                                  | Salaam Remi | 3:54    |
| 2.  | "You Sent Me Flying"/"Cherry"       | Winehouse, Felix Howar, Remi                                                                            | Salaam Remi | 6:50    |
| 3.  | "Know You Now"                      | Winehouse, Gordon Williams, Earl "Chinna" Smith, Delroy "Chris" Cooper, Astor Campbell, Donovan Jackson | Salaam Remi | 3:03    |
| 4.  | "Fuck Me Pumps"                     | Winehouse, Remi                                                                                         | Salaam Remi | 3:20    |
| 5.  | "I Heard Love Is Blind"             | Winehouse                                                                                               | Salaam Remi | 2:10    |
| 6.  | "Moody's Mood for Love"/"Teo Licks" | James Moody, Eddie Jefferson, Jimmy McHugh, Dorothy                                                     | Salaam Remi | 3:28    |
| 7.  | "(There Is) No Greater Love"        | Fields/Winehouse                                                                                        | Salaam Remi | 2:08    |
| 8.  | "In My Bed"                         | Isham Jones, Marty Symes                                                                                | Salaam Remi | 5:17    |
| 9.  | "Take the Box"                      | Winehouse, Remi                                                                                         | Salaam Remi | 3:20    |
| 10. | "October Song"                      | Winehouse, Luke Smith                                                                                   | Salaam Remi | 3:24    |
| 11. | "What Is It About Men"              | Winehouse, Matt Rowe, Stefan Skarbek                                                                    | Salaam Remi | 3:29    |
| 12. | "Help Yourself"                     | Winehouse, Howard, Paul Watson, L. Smith, Williams, E. Smith, Wilburn "Squiddley" Cole, Cooper, Jackson | Salaam Remi | 5:01    |
| 13. | "Amy Amy Amy"/"Outro"               | Winehouse, Rowe, Skarbek/Winehouse, Remi                                                                | Salaam Remi | 3:16    |

## Brasil
1. Intro / "Stronger Than Me"
2. "You Sent Me Flying" / "Cherry"
3. "Fuck Me Pumps"
4. "I Heard Love Is Blind" / "Teo Licks"
5. "(There Is) No Greater Love"
6. "In My Bed"
7. "Take The Box"
8. "October Song"
9. "What Is It About Men"
10. "Help Yourself"
11. "Amy Amy Amy" / "Outro" / "Moody's Mood For Love" / "Know You Now"

## Frank - Deluxe Edition
Frank - Deluxe Edition é o segundo álbum de luxo da cantora britânica Amy Winehouse, que foi lançado a 12 de Maio de 2008. Este álbum contém singles de sucesso como "Stronger Than Me", "In My Bed" e "Fuck Me Pumps".

### Lista de Faixas
CD 1
1. "Stronger Than Me"
2. "You Sent Me Flying" / "Cherry"
3. "Know You Now"
4. "Fuck Me Pumps"
5. "I Heard Love Is Blind"
6. "Moody’s Mood for Love" / "Teo Licks"
7. "(There Is) No Greater Love"
8. "In My Bed"
9. "Take the Box"
10. "October Song"
11. "What It Is About Men"
12. "Help Yourself"
13. "Amy Amy Amy" / "Outro"

CD 2
1. "Take the Box" (demo)
2. "You Sent Me Flying" (demo)
3. "I Heard Love Is Blind" (demo)
4. "Someone to Watch Over Me" (demo)
5. "What It Is" (demo)
6. "Teach Me Tonight" (Hootenanny)
7. "'Round Midnight" (lado B)
8. "Fool's Gold" (lado B)
9. "Stronger Than Me" (programa Later with Jools Holland)
10. "I Heard Love Is Blind" (ao vivo em Brighton)
11. "Take the Box" (ao vivo em Brighton)
12. "In My Bed" (ao vivo em Brighton)
13. "Mr Magic" (programa Janice Long)
14. "(There Is) No Greater Love" (programa Janice Long)
15. "Fuck Me Pumps" (Mix MJ Cole)
16. "Take the Box" (Mix Seijis Buggin)
17. "Stronger Than Me" (Mix Harmonic 33)
18. "In My Bed" (Mix CJ)

## Histórico de Lançamento
| Países         | Data              | Etiquetas                  | Edição   |
| -------------- | ----------------- | -------------------------- | -------- |
| Reino Unido    | 20 October 2003   | Island Records             | Standard |
| Canadá         | 8 June 2004       | Universal Music            | Standard |
| Alemanha       | 20 September 2004 | Universal Music            | Standard |
| Austrália      | 8 March 2007      | Universal Music            | Standard |
| Estados Unidos | 20 November 2007  | Universal Republic Records | Standard |
| Japão          | 5 December 2007   | Universal Music            | Standard |
| Alemanha       | 9 May 2008        | Universal Music            | Deluxe   |
| Reino Unido    | 12 May 2008       | Island Records             | Deluxe   |
| Austrália      | 17 May 2008       | Universal Music            | Deluxe   |
| Canadá         | 27 May 2008       | Universal Music            | Deluxe   |
| Estados Unidos | 3 June 2008       | Universal Republic Records | Deluxe   |
| Japão          | 2 July 2008       | Universal Music            | Deluxe   |